# Čeljabinsk
Čeljabinsk [čeljabínsk] (rusko Челя́бинск) je mesto v Rusiji, glavno mesto Južnega Urala, upravno središče Čeljabinske oblasti.  Leži vzhodno od Uralskega gorovja ob reki Mjass. Leta 2009 je imelo 1.093.700 prebivalcev.